# Katrinetorp

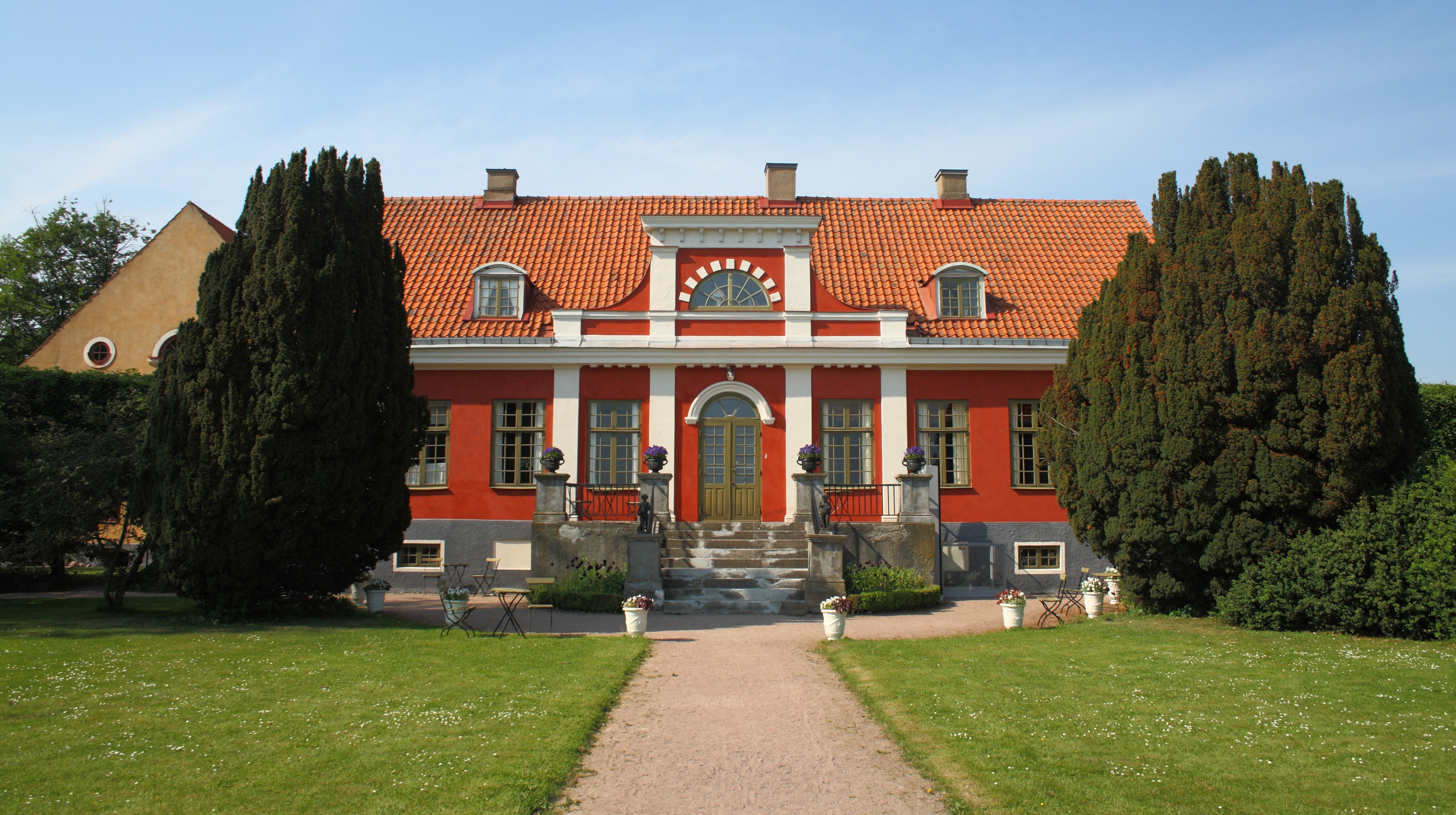
Katrinetorps herrgård från söder

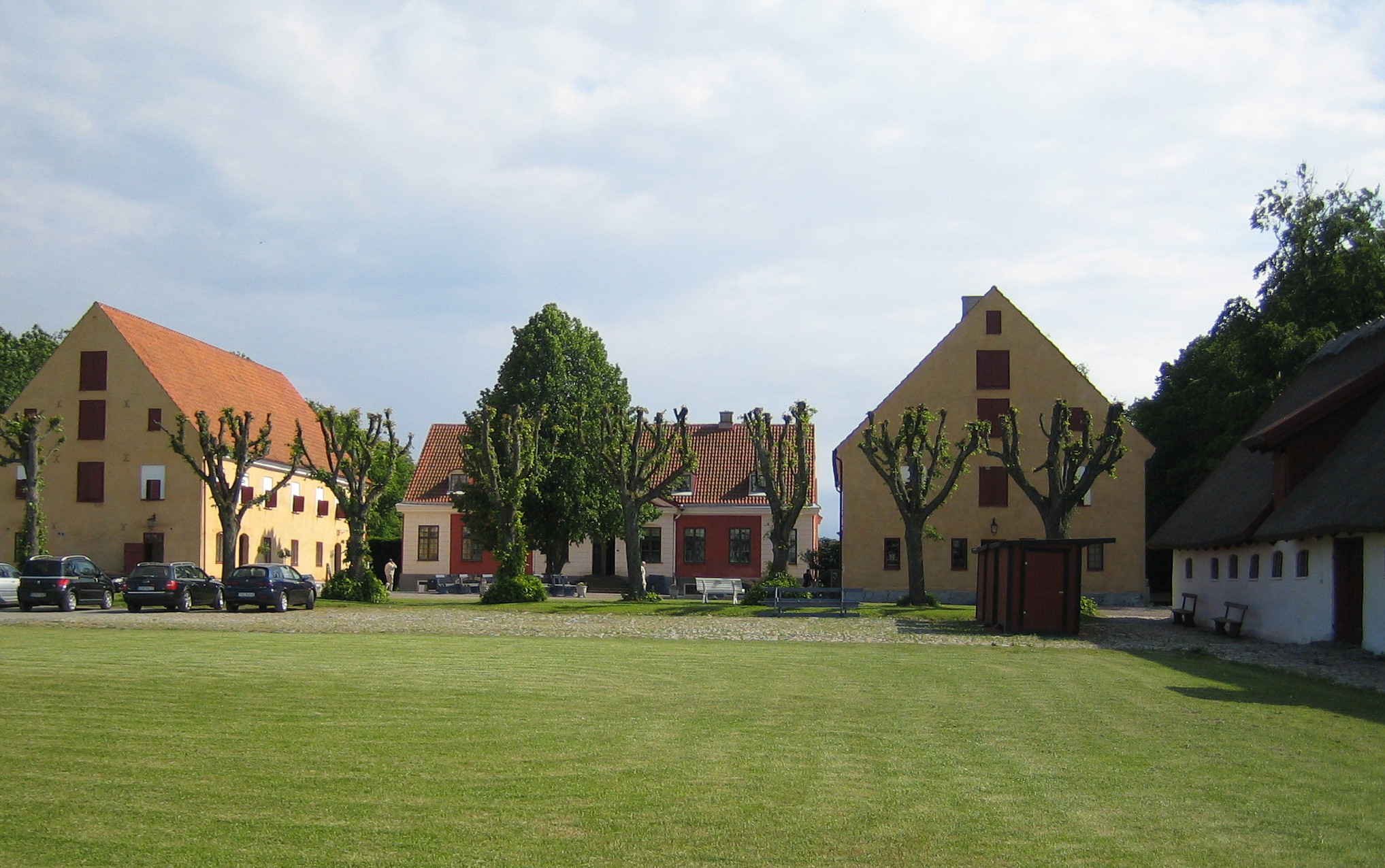
Katrinetorps herrgård från norr

Katrinetorp är en herrgård i Bunkeflo socken i Malmö kommun. Gården ligger nära Svågertorp i Malmös södra utkanter. Sedan millennieskiftet är gården tillgänglig för allmänheten.

## Verksamhet

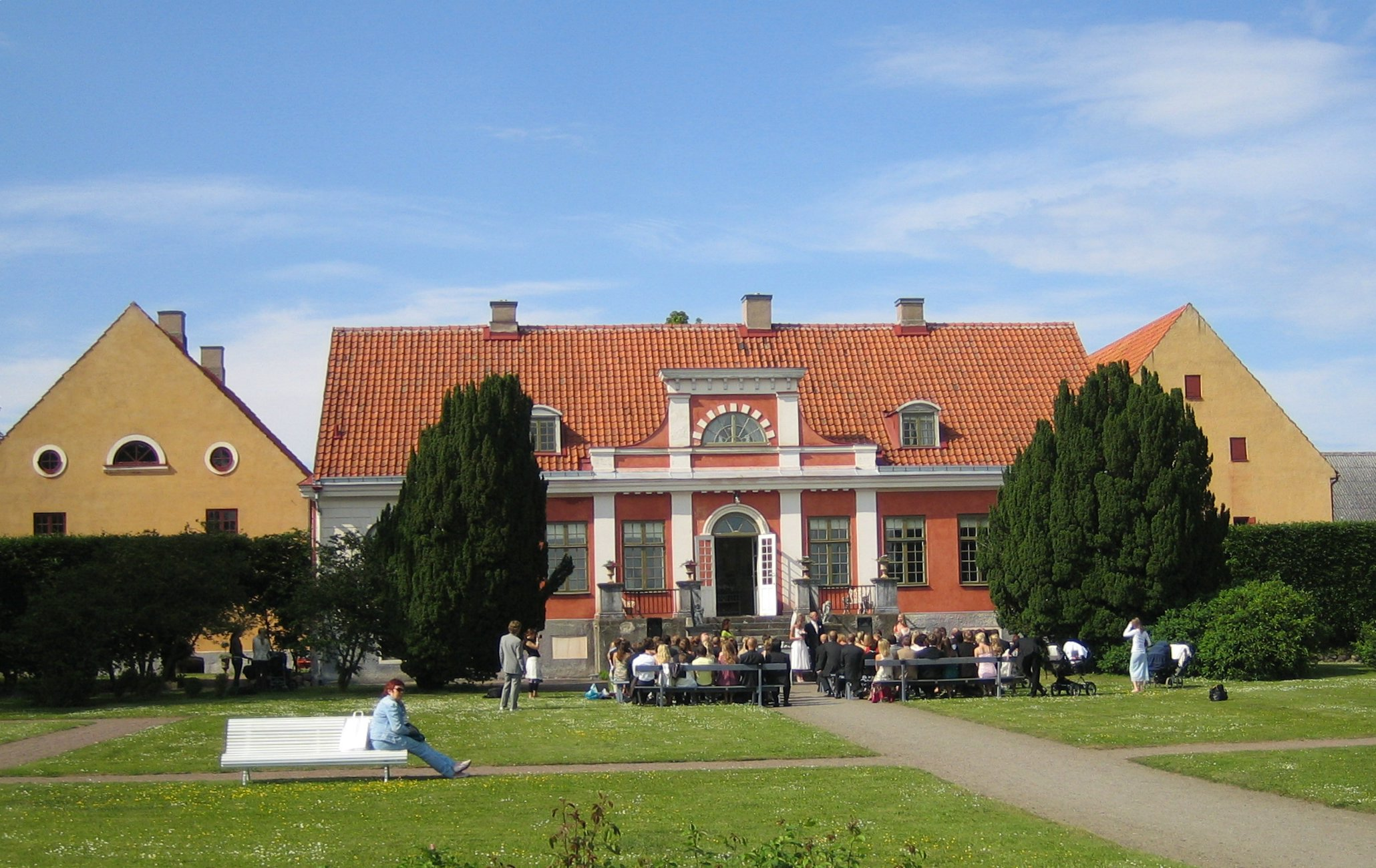
Bröllop på Kantrinetorps herrgård

Katrinetorps gård är flitigt använd för konferenser och fester. Gården innehåller kafé och restaurang samt en liten butik kallad Bränneriboden. Det anordnas också marknader, musikarrangemang, kurser och föreläsningar.
Östra Magasinet tilldelades 2008 Helgopriset, ett pris som delas ut av Statens fastighetsverk vart fjärde år för varsam renovering. Katrinetorps trädgårdskafé har fått utmärkelsen Årets Uteservering 2009. Katrinetorp var också nominerat till Årets Stadsbyggnadspris 2009.
Katrinetorps Gårds Vänner är en ideell förening i syfte att stödja återställandet av Katrinetorps gård och verksamheten vid gården, samt genom kunskap och intresse medverka till att öka gårdens kulturhistoriska värde och en förstärkt besöksupplevelse. 
Föreningens verksamhet skall ha ett folkbildande innehåll.

## Historia
Katrinetorps gård i södra Malmö bildades 1799 genom att hovmarskalken Lave Beck-Friis på Bosjökloster begärde marken skiftad. Han sålde den sedan till handelsmannen Samuel Johan Björkman, som 1800 började bebygga fastigheten. Gården kallade han Catharinetorp efter sin hustru Anna Catharina Bager. Han arrenderade även gården Petersborg, vilken givit namn åt den trafikplats som idag finns mellan de båda gårdarna. Petersborg ägdes av Björkmans svärfar och gården är än idag i släkten Bagers ägo.
Samuel Björkman avled 1809, 40 år gammal. Han hade då hunnit uppföra ett fähus, en loge, ett stall, ett enklare boningshus i korsvirke, den östra flygeln och ett tröskverk. Trädgårdsmästaren Hinric Nyman var den som började anlägga den praktfulla trädgården och parken. Änkan sålde 1810 gården till sin yngre bror Erland Gabriel Bager. Familjen Bager flyttade in på Katrinetorp och när familjens fjärde barn föddes blev det lilla korsvirkeshuset för trångbott. Bager fullföljde då Samuel Björkmans planer på ett nytt boningshus. Detta stod klart 1813 och är det hus som än idag är gårdens huvudbyggnad. Bottenvåningen är rikt utsmyckad med vägg- och takmålningar utförda av dekorationsmålaren Christian Laurentius Gernandt. Han byggde även ett vagnshus och en smedja och 1818 revs korsvirkeshuset för att ge plats åt en byggnad med samma mått som den östra flygeln. 1822 flyttade familjen Bager till gården Snapparp som han låtit uppföra. 1826 drabbades Katrinetorp av en stor brand som ödelade alla byggnaderna utom huvudbyggnaden och den västra flygeln. Östra flygelns bottenvåning fanns också kvar. Bager återuppförde under 1828 fähuset och logen men sålde 1832 Katrinetorp till handlanden och skeppsredaren Thomas Frick.
Thomas Frick var en av Malmös främsta köpmän och var gift med sin kusin Anna Christina Mandorff. Han hade sin handelsgård i kvarteret Magnus Stenbock, där Södertull nu ligger. Frick återuppförde de övriga ekonomilängorna runt den kringbyggda gården och även den östra flygeln på den gamla grunden. Familjen Frick bosatte sig aldrig på Katrinetorp men tillbringade somrarna där och höll också stora kalas. Thomas Frick avled 1867 och var vid sin död Malmös rikaste man.
Sonen David Gilius Frick, som var lantbrukare och bodde på Alstadgården i Fru Alstad, ärvde gården. Vid faderns död flyttade han in till handelsgården vid Gustav Adolfs torg. Han stängde handelsgården och ägnade sig åt penningplacering, skötsel av sina gårdar och välgörenhet. David Frick var mycket intresserad av trädgårdsskötsel och anses vara den som utvecklade trädgården. David Frick dog 1901 och ligger begravd på Gamla begravningsplatsen tillsammans med sin far.
Under början av 1900-talet hade Katrinetorp fem olika ägare innan gården köptes av Malmö stad. Katrinetorp var sedan utarrenderad fram till 1990 och i mitten av 1990-talet påbörjades renovering av byggnaderna.

## Bildgalleri - interiörer och väggmålningar

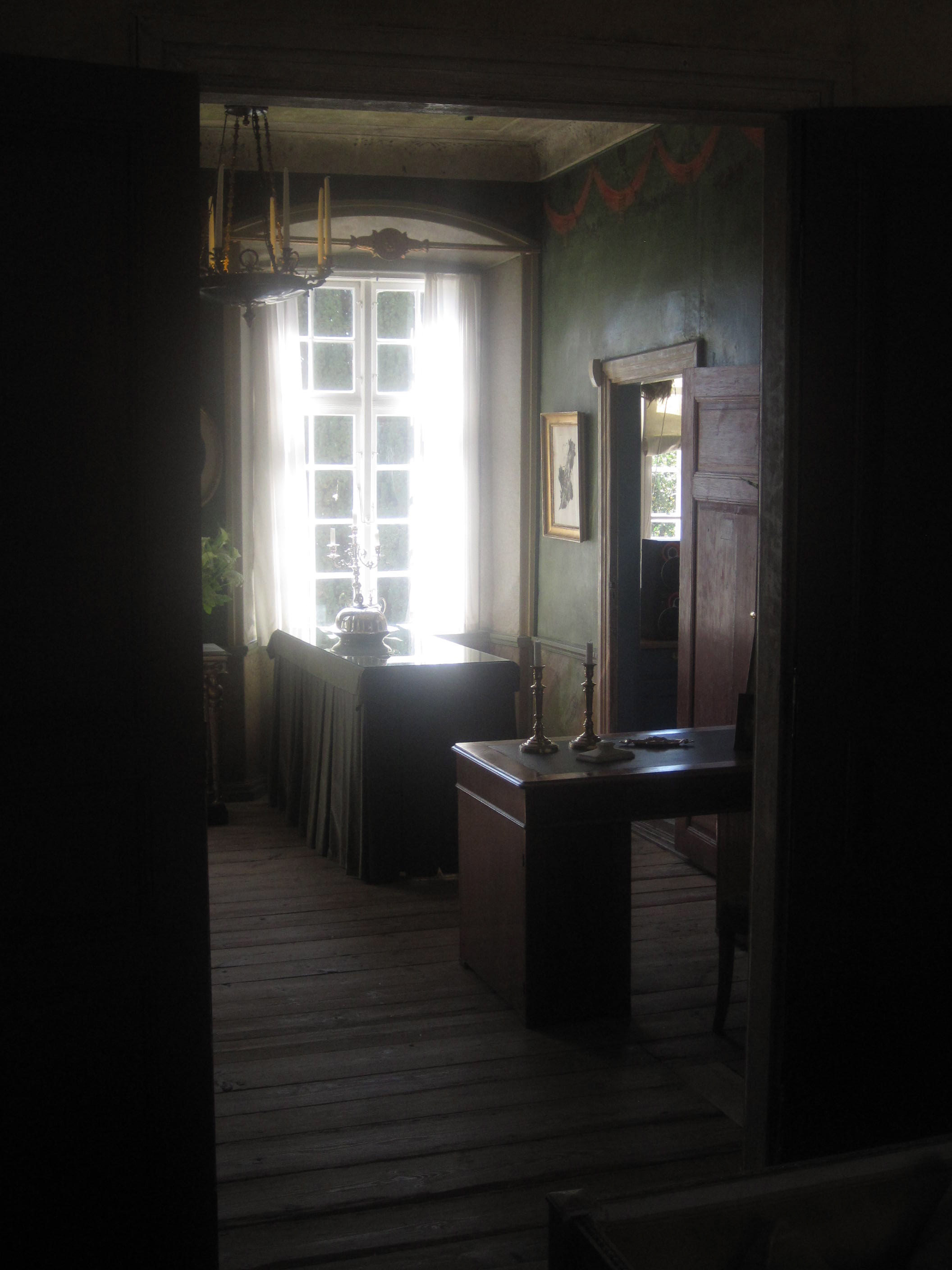
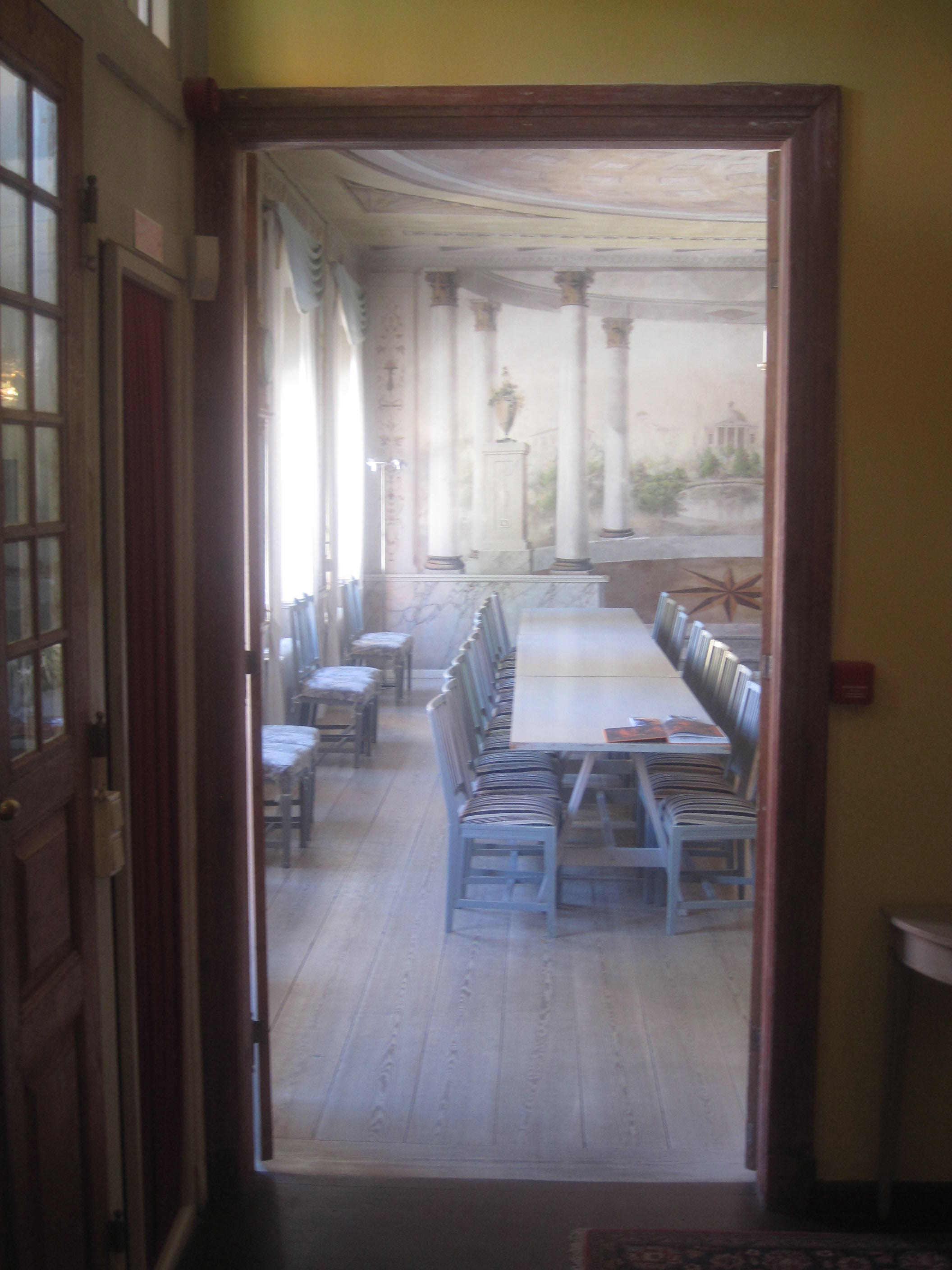
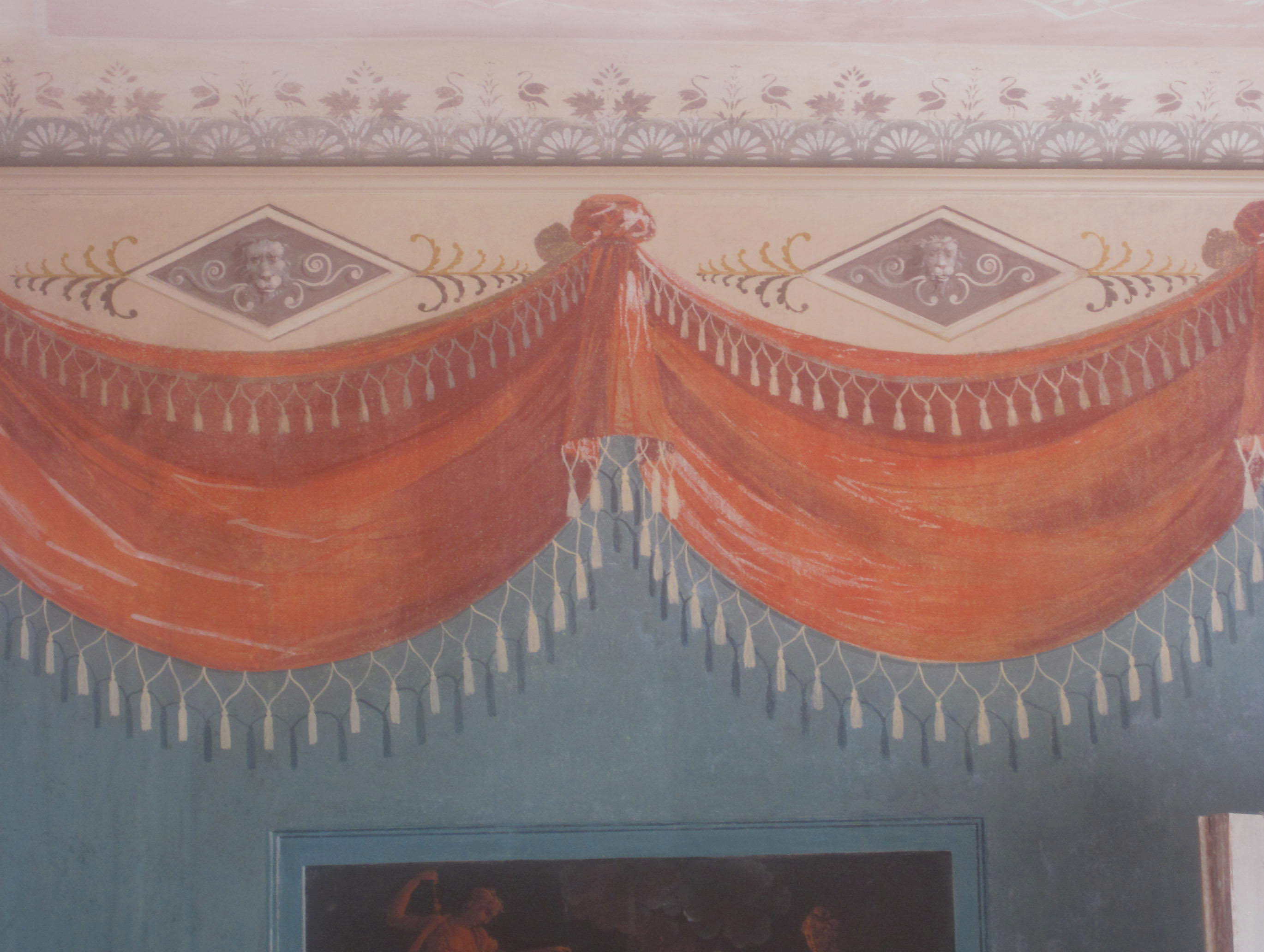
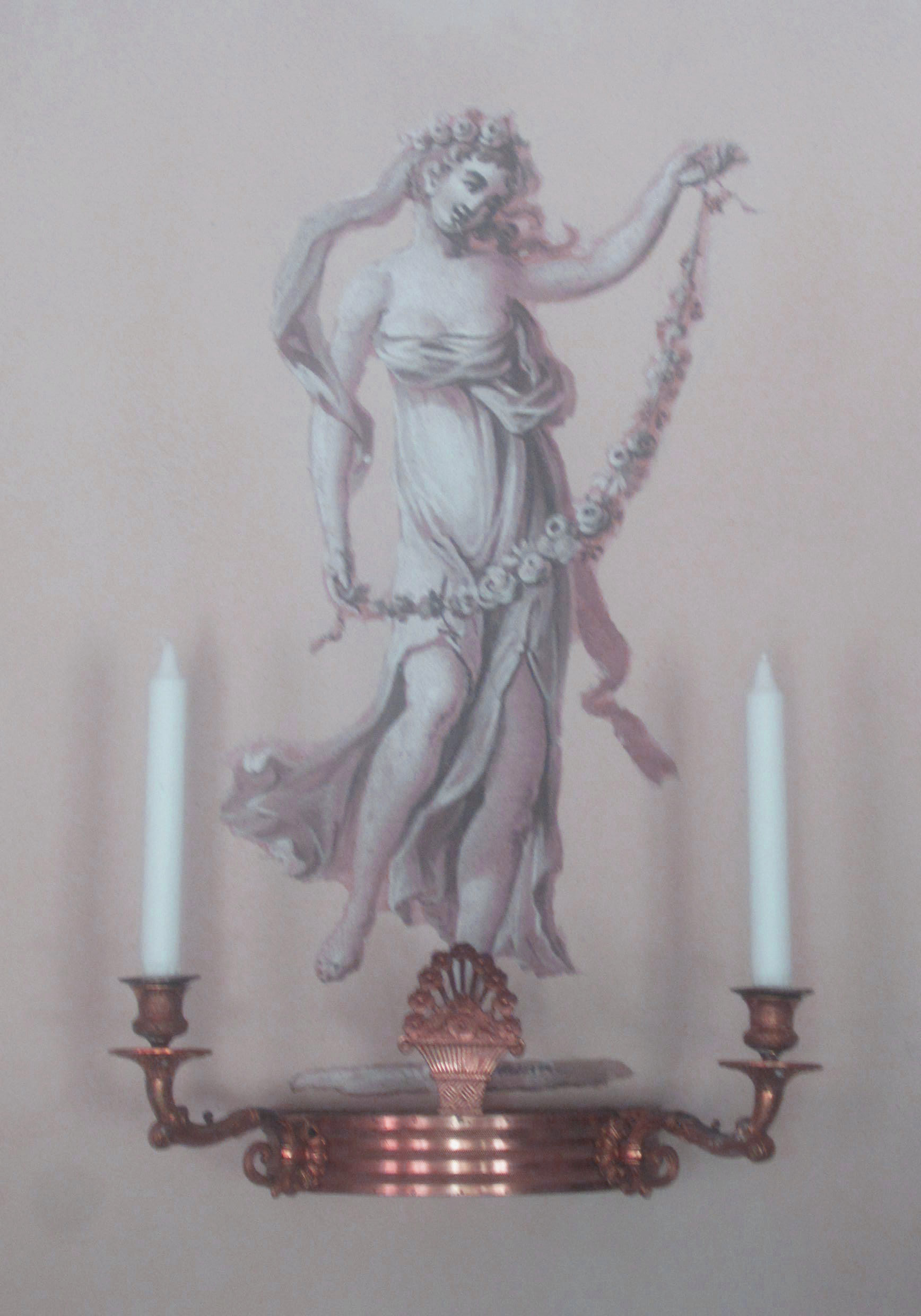
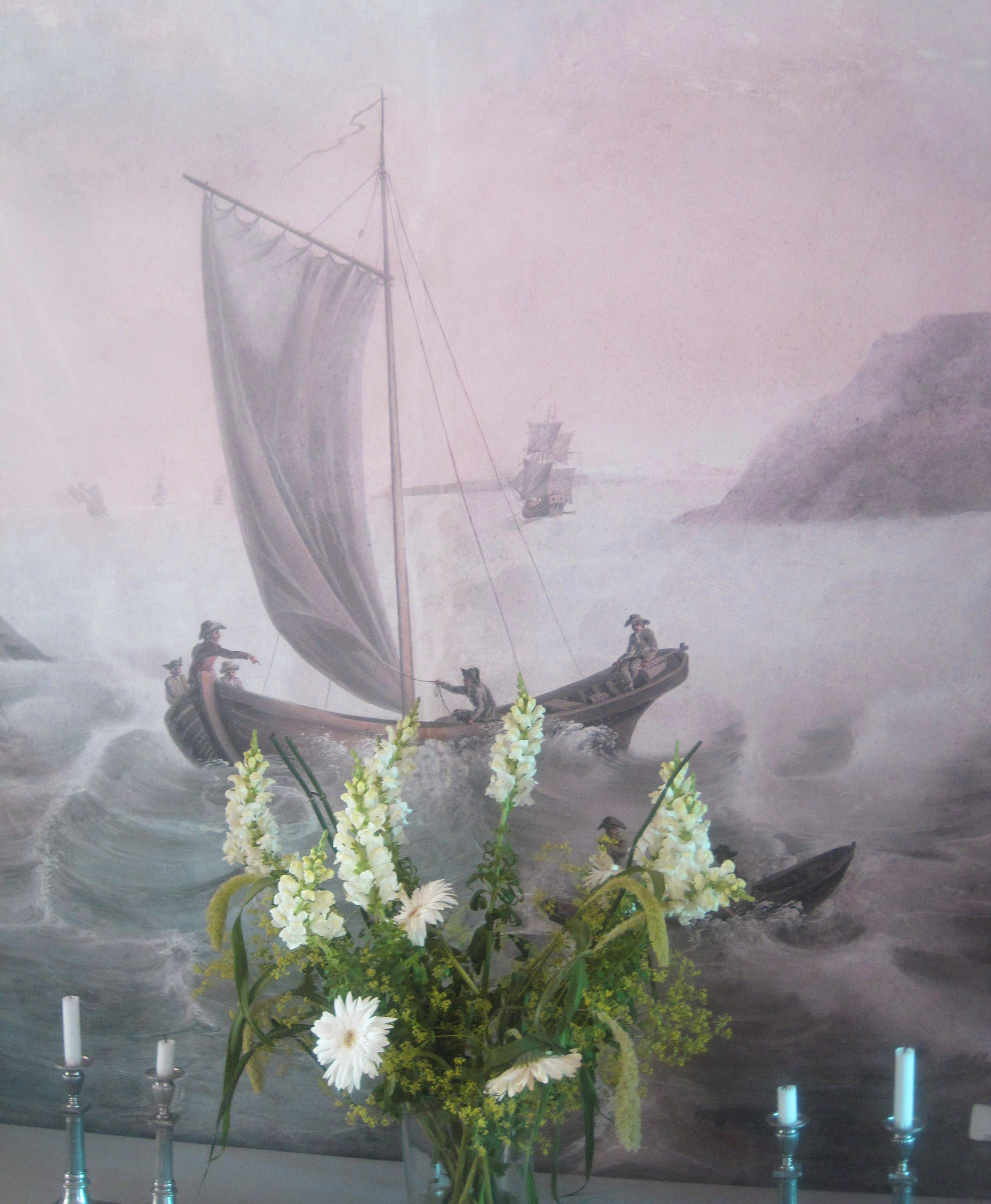